# Osaka Naomi
Ōsaka Naomi (Nhật: 大坂 なおみ  sinh ngày 16 tháng 10 năm 1997) là một vận động viên quần vợt chuyên nghiệp người Nhật Bản. Cô từng xếp hạng số 1 thế giới của WTA ở nội dung đơn vào ngày 26 tháng 1 năm 2019 sau khi vô địch Úc Mở rộng và là tay vợt châu Á đầu tiên đứng số 1 thế giới.
Sinh ra ở Nhật Bản, có bố là người Haiti và mẹ là người Nhật, Osaka sống ở Hoa Kỳ từ khi cô bốn tuổi. Cô nổi tiếng ở tuổi mười sáu khi đánh bại cựu vô địch US Open Samantha Stosur trong trận ra mắt WTA Tour tại Stanford Classic 2014. Hai năm sau, cô lọt vào trận chung kết WTA đầu tiên của mình tại Pan Pacific Open 2016 ở Nhật Bản để lọt vào top 50 của bảng xếp hạng WTA. Osaka tạo ra bước đột phá của quần vợt nữ thế giới năm 2018, khi cô giành được danh hiệu WTA đầu tiên của mình tại Indian Wells. Vào tháng 9, cô vô địch Mỹ mở rộng, đánh bại nhà vô địch Grand Slam 23 lần Serena Williams trong trận chung kết để trở thành tay vợt Nhật Bản đầu tiên giành chiến thắng trong một giải đấu đơn Grand Slam. Năm sau, cô trở thành vận động viên quần vợt số 1 thế giới đầu tiên từ Nhật Bản với chiến thắng tại giải Úc mở rộng 2019.

## Tiểu sử cá nhân
Osaka Naomi sinh ra ở Osaka, Nhật Bản, bố là Leonard San François người Haiti và mẹ là Osaka Tamaki người Nhật. Cô có một chị gái, Mari, cũng là một tay vợt chuyên nghiệp. Hai cô con gái đều được lấy họ mẹ là Osaka vì những lí do về luật hôn nhân ở Nhật Bản. Ba mẹ Osaka gặp khi bố cô tham quan Hokkaido khi còn là sinh viên ở New York.
Lúc lên 3 tuổi, Osaka chuyển từ Nhật Bản đến Valley Stream, New York ở Long Island, Hoa Kỳ để sống với ông bà nội. Bố của Osaka lấy được cảm hứng dạy hai cô con gái của mình chơi quần vợt khi xem hai chị em nhà Williams thi đấu tại giải Pháp mở rộng 1999. Dù bản thân có ít kinh nghiệm chơi quần vợt, ông tìm cách học theo phương pháp mà Richard Williams đã huấn luyện cho hai cô con gái trở thành những tay vợt vĩ đại nhất thời đại. Ông bắt đầu huấn luyện cho Mari và Naomi khi họ định cư ở Hoa Kỳ. Năm 2006, gia đình Osaka chuyển về Florida, khi Osaka khoảng 8 hoặc 9 tuổi để họ có nhiều cơ hội tập luyện hơn. Naomi từng tập luyện ở sân công cộng Pembroke Pines. Khi cô 15 tuổi, cô bắt đầu làm việc với Patrick Tauma ở học viện ISP. Cô tốt nghiệp trường tiểu học Elmont Alden Terrace và trường trung học phổ thông Broward Virtual. Năm 2014, cô chuyển về học viện Harold Solomon (Học viện Tennis SBT Florida). Sau này cô tập luyện ở học viện quần vợt ProWorld.
Mặc dù Osaka lớn lên ở Hoa Kỳ, bố mẹ cô vẫn quyết định cho hai chị em đại diện Nhật Bản khi thi đấu. Họ nói rằng: "Chúng tôi quyết định cho Osaka đại diện Nhật Bản từ khi con bé còn nhỏ. Con bé được sinh ra ở Osaka và được nuôi dạy trong một môi trường văn hóa Nhật và Haiti. Naomi và chị gái Mari luôn cảm thấy chúng là người Nhật, và đây là lí do duy nhất của chúng tôi. Quyết định này không phải là vì tài chánh hay bị sự ảnh hương của một hiệp hội quốc gia nào." Quyết định này có lẽ một phần bị ảnh hưởng bởi sự ít quan tâm của Hiệp Hội Quần Vợt Hoa Kỳ (USTA) khi Osaka còn là một tay vợt nhỏ. USTA sau này có mời Osaka thi đấu ở trung tâm huấn luyện quốc gia ở Boca Raton, Florida, khi Osaka 16 tuổi, nhưng cô từ chối.
Tiếng mẹ đẻ của cô là tiếng Anh. Sau khi chọn quốc tịch Nhật Bản, cô cũng bắt đầu học tiếng Nhật.

## Sự nghiệp quần vợt

### 2014-2017: Đầu sự nghiệp
Vào tháng 7 năm 2014, Osaka lần đầu tiên tham gia giải đấu WTA tại Stanford và vào được vòng nhì.
Tại Australian Open, Osaka lần đầu tiên thắng các vòng loại để được vào đấu tại một giải Grand Slam vào năm 2016. Với chiến thắng trước Donna Vekić và Elina Svitolina, cô vào được ngay vòng thứ ba. Tại nội dung đơn của Giải Pháp mở rộng, nhờ thứ hạng cao cô không cần phải đấu vòng loại, và cũng lặp lại thành tích tốt ở đây. Vào tháng 10 năm 2016, cô vào được vòng chung kết Giải WTA Tokyo (thua Caroline Wozniacki 2 set liên tiếp) và lên được vị trí thứ 40 trong bảng xếp hạng WTA.

### 2018: Vô địch Mỹ mở rộng và Indiana Wells, xếp thứ 4 thế giới
Năm 2018, cô bắt đầu leo lên thứ hạng 19 trước ngày 5 tháng 9 năm 2018. Từ đầu năm, cô đã được Aleksander Bajin huấn luyện. Vào tháng 5 năm 2018, cô đã được đào tạo tại Học viện quần vợt Evert ở Boca Raton, Florida, trong khi chơi cho Nhật Bản.
Sau chiến thắng trước Kristína Kučová và hạt giống thứ 16 Elena Vesnina, Osaka đã đạt đến vòng thứ tư của một grand slam lần đầu tiên khi cô đánh bại Ashleigh Barty ở vòng thứ bố của giải Úc mở rộng năm 2018. Cô bị đánh bại bởi Simona Halep ở vòng thứ tư.
Cạnh tranh như một ẩn số trong giải vô địch quần vợt Dubai, cô đã đánh bại Kristina Mladenovic và Anett Kontaveit trước khi thua Elina Svitolina ở tứ kết.
Tại BNP Paribas Open ở Indian Wells, cô đã đánh bại cựu thế giới số 1 Maria Sharapova ở vòng đầu tiên, tiếp tục phong độ tốt của mình với chiến thắng liên tiếp hạt giống số 31 Agnieszka Radwańska và Sachia Vickery tiến tới vòng thứ tư, nơi cô vượt qua Maria Sakkari, và Karolína Plíšková tiến tới trận bán kết đầu tiên của mình. Sau đó, cô đánh bại thế giới số 1 Simona Halep để tiến tới trận chung kết lớn nhất trong sự nghiệp của mình. Osaka thắng BNP Paribas Open bằng cách đánh bại hạt giống số 20 của Nga Daria Kasatkina.
Vào tháng 3 năm 2018, Osaka cuối cùng đã giành được một trận thắng thần tượng của cô, cựu thế giới số 1 Serena Williams, ở vòng đầu tiên của Miami Open. Sau đó cô thua ở vòng thứ hai bởi hạt giống thứ tư Elina Svitolina. Osaka tiếp tục phong độ năm 2017 tại French Open, đạt đến vòng thứ bố trước khi thua hạt giống thứ 13 Madison Keys.
Trong mùa sân cỏ, cô đã đến bán kết của Nottingham Open, nơi cô đã thua hạt giống Ashleigh Barty. Cô đã được xếp hạng hạt giống thứ mười tám tại Wimbledon, và đạt đến vòng thứ ba, nơi cô đã bị đánh bại bởi hạt giống thứ mười một và cuối cùng vô địch Angelique Kerber. Sau một chuỗi thua sớm ở Washington, Rogers Cup, và Cincinnati, Osaka đã trở lại tại US Open, đánh bại Laura Siegemund và Julia Glushko. Sau đó cô ghi 6-0, 6-0 trước Aliaksandra Sasnovich, chiến thắng tuyệt vời nhất của cô. Trong vòng thứ tư, cô đã vượt qua hạt giống thứ 26 Aryna Sabalenka trong bố set. Tại vòng tứ kết, Osaka đã đánh bại Lesia Tsurenko chỉ trong 58 phút. Với chiến thắng này, cô đã có trận bán kết đầu tiên của mình. Trong trận bán kết, cô đã đánh bại Madison Keys, trở thành người phụ nữ Nhật Bản đầu tiên vào chơi trận chung kết slam, nơi cô sẽ đối mặt với Serena Williams cho danh hiệu này.

### 2019: Vô địch Úc mở rộng, xếp thứ 1 thế giới
Osaka đã được xếp làm hạt giống thứ tư tại Úc mở rộng. Cô đã đánh bại Magda Linette và Tamara Zianšek để lọt vào vòng thứ ba, nơi cô phải đối mặt với hạt giống số 28 Hsieh Su-wei. Sau khi thua set đầu tiên, cô đã thắng 10 trong số 12 trận gần đây để giành chiến thắng sau bố set. Ở vòng thứ tư, cô đánh bại hạt giống số 13 Anastasija Sevastova trong bố set để vào tứ kết đầu tiên tại Melbourne, nơi cô  đánh bại hạt giống thứ sáu Elina Svitolina. Chiến thắng bố set trước hạt giống số 7 Karolína Plíšková đã chứng kiến Osaka tiến tới trận chung kết Grand Slam thứ hai liên tiếp, nơi cô đánh bại hạt giống số 8 Petra Kvitová trong bố set để giành danh hiệu thứ hai liên tiếp. Với chiến thắng này, Osaka đã trở thành tay vợt đầu tiên giành được hai danh hiệu Grand Slam liên tiếp kể từ Serena Williams vào năm 2015. Kể từ ngày 28 tháng 1 năm 2019, cô là tay vợt số 1 thế giới của WTA và là tay vợt châu Á đầu tiên làm được điều đó. Sau giải đấu thành công, cô chia tay với huấn luyện viên Sascha Bajin.
Osaka chật vật sau giải Úc mở rộng. Cô thua ở vòng bốn và vòng bố tại hai giải đấu Premier Mandatory vào tháng 3, Indian Wells và Miami Open. Sau khi bắt đầu mùa giải sân đất nện với trận bán kết tại Stuttgart Open nơi cô rút lui vì chấn thương bụng, kết quả tốt nhất của cô là hai trận tứ kết tại Madrid Open và Italia Open. Cô cũng rút lui sau đó vì chấn thương ở tay phải. Tại Pháp mở rộng, Osaka thua Kateřina Siniaková ở vòng ba. Trong mùa giải trên sân cỏ, Osaka thua ở vòng đầu trước Yulia Putintseva ở cả hai giải đấu mà cô tham gia, bao gồm cả vòng đầu tiên tại Wimbledon. Kết quả là cô đã mất thứ hạng số 1 thế giới vào tay Ashleigh Barty.
Trước US Open, Osaka lọt vào tứ kết tại hai giải đấu Premier 5 vào tháng 8, Canada Open và Cincinnati Open, nơi cô bị đánh bại bởi Serena Williams và Sofia Kenin. Những màn trình diễn này đã giúp cô lấy lại thứ hạng số 1 để được xếp hạt giống số 1 tại US Open. Tuy nhiên, hành trình bảo vệ danh hiệu của cô kết thúc ở vòng bốn trước Belinda Bencic, người đã đánh bại cô lần thứ bố trong năm. Sau đó, cô rơi xuống vị trí thứ 4 trên thế giới. Sau giải đấu, Osaka đưa cha cô trở lại làm huấn luyện viên. Sự thay đổi này đã cho thấy hiệu quả ngay lập tức, vì Osaka đã vô địch hai giải đấu tiếp theo của cô. Đầu tiên, cô giành chiến thắng tại Premier 5 Pan Pacific Open tại quê nhà Osaka, đánh bại Anastasia Pavlyuchenkova trong trận chung kết. Hai tuần sau, cô lên ngôi vô địch tại Trung Quốc mở rộng. Trong giải đấu, cô đã đánh bại đương kim vô địch US Open Bianca Andreescu ở tứ kết và số 1 thế giới Ashleigh Barty trong trận chung kết. Những kết quả này đã giúp cô lên vị trí thứ 3 trên thế giới. Vào cuối năm, Osaka đủ điều kiện than dự WTA Final năm thứ hai liên tiếp. Tuy nhiên, sau khi đánh bại Petra Kvitová trong trận đấu đầu tiên, cô đã rút lui vì chấn thương.

### 2020
Bắt đầu mùa giải 2020 của mình tại Brisbane, Osaka đánh bại Maria Sakkari, Sofia Kenin và Kiki Bertens, trước khi thua Karolína Plíšková. Tại Úc Mở rộng, Osaka đánh bại Marie Bouzková và Zheng Saisai, trước khi bị Coco Gauff đánh bại ở vòng ba.

## Thống kê sự nghiệp

### Chung kết Grand Slam
| Kết quả | Năm  | Giải đấu   | Mặt sân | Đối thủ         | Tỷ số              |
| ------- | ---- | ---------- | ------- | --------------- | ------------------ |
| Vô địch | 2018 | Mỹ Mở rộng | Cứng    | Serena Williams | 6–2, 6–4           |
| Vô địch | 2019 | Úc Mở rộng | Cứng    | Petra Kvitová   | 7–6(7–2), 5–7, 6–4 |

### Đơn: 1 (0–1)
| Vô địch – Ghi chú                   |
| ----------------------------------- |
| Giải đấu Grand Slam (0–0)           |
| WTA Tour Championships (0–0)        |
| Premier Mandatory & Premier 5 (0–0) |
| Premier (0–1)                       |
| Quốc tế (0–0)                       |

| Danh hiệu theo mặt sân |
| ---------------------- |
| Cứng (0–1)             |
| Cỏ (0–0)               |
| Đất nện (0–0)          |
| Thảm (0–0)             |

| Kết quả | TT | Ngày                | Giải đấu                                | Thể loại | Mặt sân | Đối thủ            | Tỷ số    |
| ------- | -- | ------------------- | --------------------------------------- | -------- | ------- | ------------------ | -------- |
| Á quân  | 1. | 25 tháng 9 năm 2016 | Toray Pan Pacific Open, Tokyo, Nhật Bản | Premier  | Cứng    | Caroline Wozniacki | 5–7, 3–6 |

## WTA 125 series

### Đơn: 1 (1 Á quân)
| Kết quả | TT | Ngày                 | Giải đấu                                 | Mặt sân | Đối thủ            | Tỷ số               |
| ------- | -- | -------------------- | ---------------------------------------- | ------- | ------------------ | ------------------- |
| Á quân  | 1. | 15 Tháng 11 năm 2015 | Hua Hin Championships, Hua Hin, Thái Lan | Cứng    | Yaroslava Shvedova | 4–6, 7–6(10–8), 4–6 |

## Chung kết ITF

### Đơn: 4 (0–4)
| Ghi chủ              |
| -------------------- |
| $100,000 tournaments |
| $75,000 tournaments  |
| $50,000 tournaments  |
| $25,000 tournaments  |
| $15,000 tournaments  |
| $10,000 tournaments  |

| Finals by surface |
| ----------------- |
| Cứng (0–3)        |
| Đất nện (0–0)     |
| Cỏ (0–1)          |
| Thảm (0–0)        |

| Kết quả | TT | Ngày                | Giải đấu                 | Mặt sân | Đối thủ            | Tỷ số         |
| ------- | -- | ------------------- | ------------------------ | ------- | ------------------ | ------------- |
| Á quân  | 1. | 2 tháng 6 năm 2013  | El Paso, Hoa Kỳ          | Cứng    | Sanaz Marand       | 4–6, 4–6      |
| Á quân  | 2. | 9 tháng 3 năm 2014  | Irapuato, Mexico         | Cứng    | Indy de Vroome     | 6–3, 4–6, 1–6 |
| Á quân  | 3. | 3 tháng 5 năm 2015  | Gifu, Nhật Bản           | Cứng    | Zheng Saisai       | 6–3, 5–7, 4–6 |
| Á quân  | 4. | 14 tháng 6 năm 2015 | Surbiton, Vương quốc Anh | Cỏ      | Vitalia Diatchenko | 6–7(5–7), 0–6 |